# Chris Hull
Christopher Michael Hull (né le 20 avril 1957) est professeur de physique théorique à l'Imperial College de Londres . Hull est connu pour ses travaux sur la Théorie des cordes, la Théorie M et les structures complexes généralisées . Edward Witten s'est partiellement inspiré des travaux de Hull pour son développement de la théorie M .

## Éducation
Hull fait ses études à la Haberdashers' Aske's Boys' School et à l'Université de Cambridge où il étudie au King's College de Cambridge et obtient un baccalauréat ès arts en 1979 suivi d'un doctorat en 1983 pour des recherches supervisées par Gary Gibbons .

## Carrière et recherche
Hull mène des recherches sur la Gravité quantique, un domaine qui vise à découvrir une théorie unificatrice de la théorie quantique et de la relativité générale . Ses contributions particulières sont apportées à la Théorie des supercordes, qui modélise les particules et les forces comme des vibrations de «cordes supersymétriques», et à la Supergravité, qui combine la Supersymétrie avec la Relativité générale .
De nombreux défis mathématiques auxquels est confrontée la gravité quantique sont relevés grâce aux efforts de Hull pour intégrer et étendre les techniques de la géométrie et de la théorie des champs . Ses travaux jettent les bases de la théorie M, qui rassemble des théories apparemment concurrentes . Le succès global de la gravité quantique révolutionnerait notre compréhension de la nature fondamentale de la matière et des origines et de l'évolution de notre Univers .
Il dirige un programme de recherche majeur au Département de physique de l'Imperial College de Londres, avec des recherches qui incluent des géométries étendues, des géométries de flux et des structures holographiques .
Hull reçoit une Bourse Wolfson de la Royal Society en 2002 et la médaille Dirac de physique théorique de l'Institute of Physics en 2003. Il reçoit une bourse de recherche avancée du Science and Engineering Research Council (SERC) en 1987 et une bourse de recherche senior du Conseil de recherche en génie et en sciences physiques (EPSRC) en 1996. Il est également membre de l'Institut de physique (FInstP) .